# Gillett (Arkansas)
Gillett – miasto w Stanach Zjednoczonych, w stanie Arkansas, w hrabstwie Arkansas.